# Semprônia (esposa de Cipião Emiliano)
Semprônia (português brasileiro) ou Semprónia (português europeu) (em latim: Sempronia; 170 a.C.–depois de 101 a.C.) foi uma nobre romana do período final da República Romana, famosa por ter sido irmã dos desafortunados Tibério Graco (m. 133 a.C.) e Caio Graco (m. 121 a.C.) e por ter se casado com Cipião Emiliano, cônsul em 147 e 134 a.C..

## Contexto
Semprônia era a filha mais velha e a única ainda viva do cônsul e censor Tibério Graco Maior e sua esposa Cornélia Africana. Seus irmãos mais novos foram os dois famosos políticos romanos conhecidos como "irmãos Graco", Tibério e Caio. Seus avós maternos foram o grande general romano Cipião Africano e sua esposa Emília Paula. Seu tio-avô materno foi outro grande general romano, Lúcio Emílio Paulo Macedônico. O pai dela era, por sua vez, um general de grande reputação, tendo conquistado um triunfo pela Sardenha, e era conhecido por ter sido um censor muito rígido e, ainda assim, muito popular.
Ela nasceu em Roma por volta de 170 a.C. e foi criada e educada por sua mãe. Seu pai morreu repentinamente em 154 a.C. e é provável que ela já estivesse prometida em casamento antes disto para um primo (por adoção) de sua mãe, Cipião Emiliano. Com a morte do pai, seus irmãos mais novos aparentemente foram criados e educados na casa de Cipião, que era rico e cultivava um círculo de romanos e estrangeiros muito letrados conhecido historicamente como Círculo Cipiônico. Quando Semprônia  tinha dezessete ou dezoito, por volta de 151 a.C., aparentemente ela se casou com Cipião Emiliano. Ele tornou-se um famoso general romano por conta própria, mas um político de menor brilho.

## Casamento
Certos relatos históricos afirmam que Semprônia e Cipião teriam tido um casado muito infeliz. Eles não demonstravam nenhuma afeição um pelo outro e Cipião reclamava de sua falta de beleza e de sua esterilidade. Sabe-se que ela não teve filhos, mas nada mais se sabe sobre sua vida privada ou de sua personalidade, mas presumivelmente eram ambas irrepreensíveis. Os mesmos relatos afirmam que o casal discordou sobre o tratamento dispensado por Cipião ao seu jovem cunhado e antigo ajudante, Tibério Graco, que havia tentado firmar um acordo na Numância para libertar um exército romano inteiro. Cipião denunciou este tratado no Senado e, embora Graco tenha escapado de uma punição, ele passou a cultivar um ressentimento contra Cipião e seus aliados daí em diante. Ele se aliou ao rival político de Cipião, Ápio Cláudio Pulcro, que era o príncipe do senado e censor em 136 a.C. e outros homens poderosos se aliaram a por matrimônio. Tibério então foi eleito tribuno da plebe com o objetivo de implementar uma radical lei agrária que ameaçava minar toda a ordem sócio-econômica e política de Roma.
Em 133 a.C., Tibério Graco e alguns de seus seguidores foram surrados até a morte em Roma. A multidão conservadora que os atacou era liderada por um parente próximo, o primo de Semprônia e Cipião Públio Cornélio Cipião Násica Serapião, que era o pontífice máximo. Cipião estava, na época, fora de Roma, na Hispânia, cercando com sucesso Numância e, ao retornar, diz-se que teria comentado que Tibério teria tentado tornar-se rei de Roma (majestas), implicando, desta forma, que a morte de Graco teria sido justificada pelo mos maiorum. Na época, circulavam rumores de que o próprio Cipião teria contratado o assassinato ou, pelo menos, consentido com ele.
Ele foi considerado indiretamente responsável pela morte de seu cunhado ou de, pelo menos, não processar os responsáveis pela morte de um cidadão romano nas vizinhanças do Senador. Isto, juntamente com a sua falta de tato ao lidar com o tema com o público logo depois levaram uma queda de sua popularidade perante seus eleitores. Porém, ele ainda era muito influente e um poderoso orador.

## Morte de Cipião Emiliano
Em 129 a.C., Cipião contou aos aliados de Graco, notavelmente ao tribuno Caio Papírio Carbão, que ele tentaria denunciar formalmente as reformas de Tibério Graco, especialmente as leis agrárias. Carbão era um dos mais antigos aliados de Tibério Graco e era, na época, um adversário de Cipião, que voltou para sua casa e foi deitar-se mais cedo, planejando fazer seu discurso no dia seguinte no Senado. Na manhã seguinte, foi encontrado morto na cama.
Não houve relatos de doenças. Seu corpo foi rapidamente cremado e não enterrado, como era o costume entre os Cipiões. Rumores se espalharam de que ele teria sido morto e estrangulado por sua esposa, Semprônia, e a mãe dela, Cornélia Africana. Porém, a forma como ele morreu é desconhecida e não existem evidências que comprovem o envolvimento de nenhuma das duas. O que foi suspeito foi a forma na qual o Senado respondeu à morte repentina de um grande general.
Estudiosos modernos sugerem que se Cipião foi assassinado, foi provavelmente obra de Carbão. O historiador e senador Cícero, escrevendo décadas depois com base em fontes próximas ao finado Cipião, nomeou Carbão como o culpado, mas estava menos certo sobre se Semprônia teria dado-lhe acesso ao marido. Os que acreditavam que Cipião teria sido assassinado notaram a similaridade com a morte misteriosa de outro primo, Públio Cornélio Cipião Násica Serapião, que, mesmo sendo pontífice máximo e, portanto, proibido de deixar Roma, havia sido enviado em uma missão na Ásia pelo Senado e morreu misteriosamente em Pérgamo em 132 a.C..

## Anos finais
Semprônia viveu tranquilamente depois da morte do marido com sua mãe. Depois que seu irmão mais novo, Caio Graco, que havia se tornado o herdeiro de Tibério (depois da morte de seus três filhos ainda na infância), também morreu, em 121 a.C., suas propriedades foram confiscadas por um Senado em busca de vinganca. Cornélia Africana morreu no mesmo ano, deixando suas posses, através de uma permissão especial, para sua neta, ainda uma criança, também chamada Semprônia. Sabe-se que Semprônia Emiliana ainda estava viva em 102-101 a.C., quando ela foi forçada a testemunhar num tribunal por uma pessoa que alegava ser um filho ilegítimo de Tibério Graco, o que ela negou indignada.

## References
- Apiano, As Guerras Civis, I 3
- Salústio, De coniuratione Catilinae XXV.
- Plutarco, Vidas Paralelas, Tiberius Gracchus.
- Valério Máximo, Nove Livros de Feitos e Dizeres Memoráveis, III 8.6, IX 15.1.